# فيديريكو بيلوسو
فيديريكو بيلوسو (بالإيطالية: Federico Peluso)‏ (مواليد 20 يناير 1984 في روما - إيطاليا) لاعب كرة قدم إيطالي يلعب حاليا لصالح نادي الدرجة الأولى ساسولو الإيطالي منذ 2015 في مركز قلب الدفاع كما يجيد اللعب في مركز الظهير الأيسر .

## روابط خارجية
- فيديريكو بيلوسو على موقع الاتحاد الدولي (مؤرشف)  (الإنجليزية)
- فيديريكو بيلوسو على موقع الاتحاد الأوربي (الإنجليزية)
- فيديريكو بيلوسو على موقع قاعدة بيانات كرة القدم.إي يو (الإنجليزية)
- فيديريكو بيلوسو على موقع ناشيونال فوتبول تيمز (الإنجليزية)
- فيديريكو بيلوسو على موقع Soccerbase.com (لاعب) (الإنجليزية)
- فيديريكو بيلوسو على موقع Soccerway.com (الإنجليزية)
- فيديريكو بيلوسو على موقع عالم كرة القدم.نت (الإنجليزية)
- فيديريكو بيلوسو على موقع كووورة
- فيديريكو بيلوسو على موقع AS.com (الإسبانية)